# NGC 13
NGC 13 là một thiên hà xoắn ốc trong chòm sao Tiên Nữ. Nó được phát hiện vào ngày 26 tháng 11 năm 1790 bởi William Herschel 